# Quartier de la Madeleine

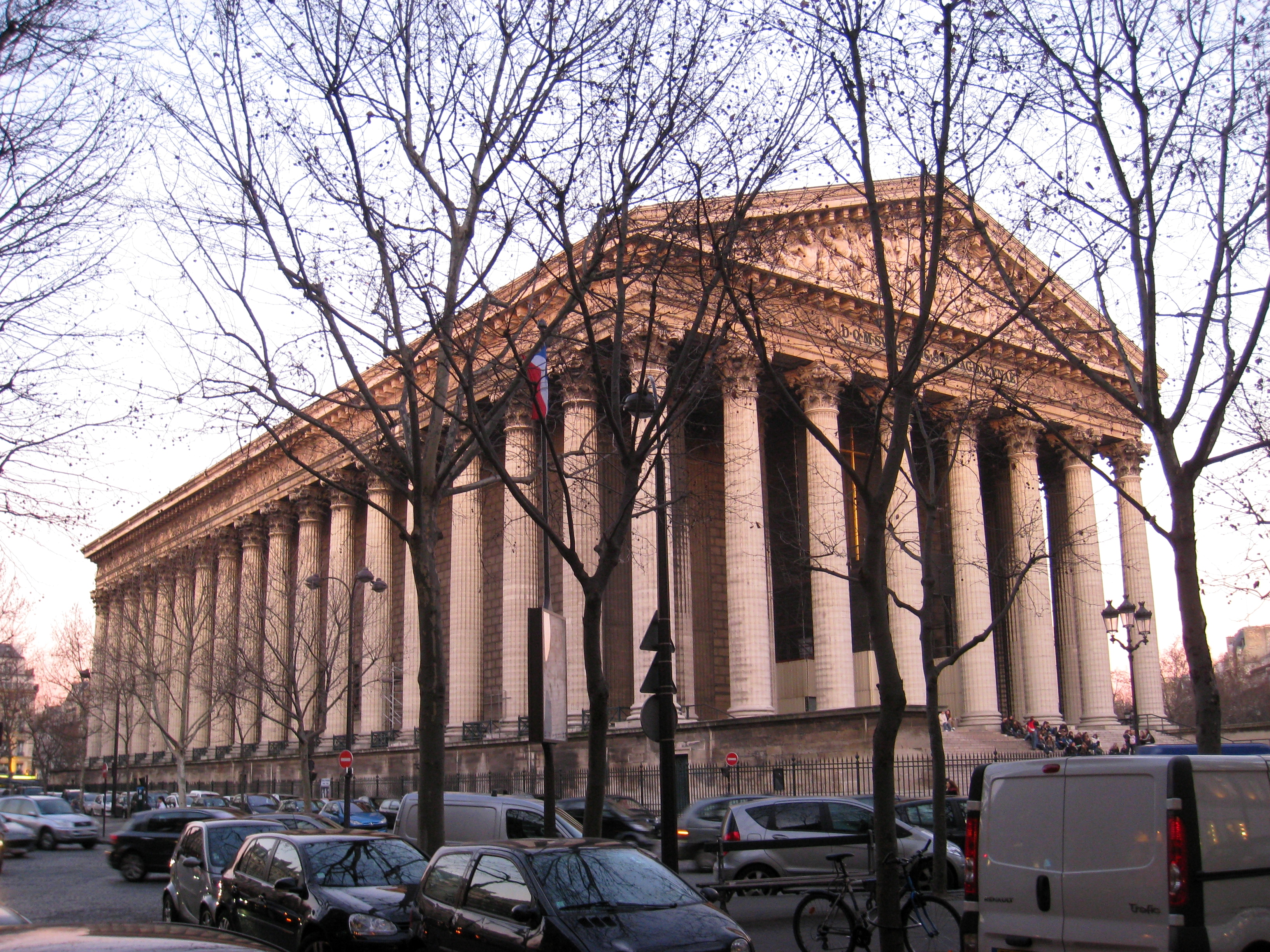
Kostel Madeleine

Quartier de la Madeleine (čtvrť Madeleine) je 31. administrativní čtvrť v Paříži, která je součástí 8. městského obvodu. Má rozlohu 76,1 ha a je vymezena Place de la Concorde a Avenue Gabriel na jihu, krátkými úseky ulic Avenue Matignon, Rue Rabelais, Rue Jean Mermoz a Rue du Faubourg-Saint-Honoré na západě, Rue La Boétie a Rue Pépinière a Rue Saint-Lazare na severu a ulicemi Rue du Havre, Rue Tronchet a Rue Vignon na východě. Území čtvrti odpovídá rozloze středověké osady Ville l'Évêque, která byla k Paříži připojena v roce 1722.
Čtvrť nese jméno kostela Madeleine.

## Vývoj počtu obyvatel
| Rok sčítání | Počet obyvatel | Hustota zalidnění (ob./km²) |
| ----------- | -------------- | --------------------------- |
| 1954        | 15 078         | 19 813                      |
| 1962        | 13 462         | 17 690                      |
| 1968        | 11 825         | 15 539                      |
| 1975        | 9 275          | 12 188                      |
| 1982        | 7 248          | 9 524                       |
| 1990        | 6 054          | 7 955                       |
| 1999        | 6 045          | 7 943                       |